# Lepidium chichicara
Lepidium chichicara är en korsblommig växtart som beskrevs av Nicaise Auguste Desvaux. Lepidium chichicara ingår i släktet krassingar, och familjen korsblommiga växter. Inga underarter finns listade i Catalogue of Life.